# Ветчин (Житковичский район)
Ветчин (бел. Вятчын) — деревня в Морохоровском сельсовете Житковичского района Гомельской области Беларуси.
Окружена лесом.

## Административное устройство
До 11 января 2023 года входила в состав Дяковичского сельсовета. В связи с объединением Морохоровского и Дяковичского сельсоветов Житковичского района Гомельской области в одну административно-территориальную единицу — Морохоровский сельсовет, включена в состав Морохоровского сельсовета.

## География

### Расположение
В 37 км на северо-восток от Житковичей, 24 км от железнодорожной станции Старушки (на линии Лунинец — Калинковичи), 275 км от Гомеля.

## Транспортная сеть
На автомобильной дороге Морохорово — Любань. Планировка состоит из криволинейной широтной улицы, параллельно которой проходят 3 короткие прямолинейные улицы, соединённые 2 прямолинейными, меридиональной ориентации улицами. На юге — небольшой обособленный участок застройки. Жилые дома деревянные, усадебного типа.

## История
Согласно письменных источников известна с XVI века как деревня в Слуцком повете Новогрудского воеводства Великого княжества Литовского. После 2-го раздела Речи Посполитой (1793 год) в составе Российской империи. В 1795 году в Мозырском уезде Минской губернии. В 1850 году было владением Радзивиллов, затем князя Витгенштейна, который в 1876 году владел 14 888 десятинами земли. В 1896 году работала водяная мельница. Согласно переписи 1897 года находились церковь, хлебозапасный магазин, трактир. 1 октября 1905 года в наёмном доме открыта школа, в 1922 году она получила национализированное здание. В 1917 году в Дяковичской волости Мозырского уезда Минской губернии.
С 20 августа 1924 года до 16 июля 1954 года центр Ветчинского сельсовета Житковичского района Мозырского округа (до 26 июля 1930 года и с 21 июня 1935 года до 20 февраля 1938 года), с 20 февраля 1938 года Полесской, с 8 января 1954 года Гомельской областей. В 1931 году организован колхоз «2-я пятилетка», работали смолокурня и кузница. Во время Великой Отечественной войны партизаны в январе 1942 года разгромили созданный в деревне гарнизон оккупантов. В феврале 1943 года немецкие каратели полностью сожгли деревню. В начала марта 1943 года каратели согнали в коровник 800 жителей но не сожгли, так как их освободил фашист, которого они ранее спасли после ранения. В братской могиле похоронены сожженные жители деревень Хвойка и Лутовье(похоронены в могиле жертв фашизма на северо-восточной окраине деревни). 145 жителей погибли на фронтах. Согласно переписи 1959 года в составе колхоза «Октябрь» (центр — деревня Дяковичи). Действуют лесничество, смолокурня, участок леспромхоза, швейная и сапожная мастерские, 9-летняя школа, библиотека, больница, клуб, фельдшерско-акушерский пункт, отделение связи, 2 магазина.Информация неверна. Во время ВОВ в марте 1943 года деревня была сожжена, а жители отправлены в гетто в Житковичи. Они остались живы. А сожгли жителей деревни Буда (800 человек) в сарае. Имеется памятник на окраине деревни.

## Население

### Численность
- 2004 год — 239 хозяйств, 477 жителей.

### Динамика
- 1795 год — 46 дворов.
- 1850 год — 50 дворов, 448 жителей.
- 1885 год — 75 дворов, 641 житель.
- 1897 год — 123 двора, 913 жителей (согласно переписи).
- 1917 год — 1503 жителя.
- 1921 год — 266 дворов, 1901 житель.
- 1940 год — 450 дворов, 1500 жителей.
- 1959 год — 1398 жителей (согласно переписи).
- 2004 год — 239 хозяйств, 477 жителей.

## Известные уроженцы
- Константин Степанович Попко (1933—2007) — Герой Социалистического Труда.
- Владимир Николаевич Гаврилович — писатель, член Союза писателей и Союза журналистов Беларуси